# Erhard Heiden
Erhard Heiden (23. února 1901, Mnichov – duben 1933?) byl jedním z prvních členů NSDAP a druhý říšský vůdce SS.

## Život
Erhard Heiden vstoupil na jaře roku 1925 do NSDAP a od listopadu téhož roku byl také členem SA. Pomáhal založit ochranné oddíly, známé jako Schutzstaffel (SS).
Po demisi Reichsführera-SS Josepha Berchtolda se Heiden stal jeho nástupcem (spíše se jím jmenoval sám) a jako zástupce si vybral Heinricha Himmlera, kterého považoval za „horlivého mladého úředníka“.
Pod vedením Heidena klesl počet členů SS z 1000 lidí na 280, Heiden dokonce prohlašoval, že SS by měla být rozpuštěna. Heiden upadl v nemilost poté, co byl obviněn, že uniformu mu ušil židovský krejčí. Dne 5. ledna 1929 byl Hitlerem odvolán z postu Reichsführera-SS a jeho nástupcem se stal Heinrich Himmler. Heidenovo jméno bylo z SS vymazáno a Heiden se znovu obrátil k SA.
V dubnu 1933 byl Heiden na rozkaz Himmlera zatčen členy SD v Mnichovské kavárně a později byl pravděpodobně zavražděn. Jeho tělo bylo objeveno náhodně v září 1933 a 15. září téhož roku bylo pohřbeno.